# Linje 14 och 17 till Fruängen

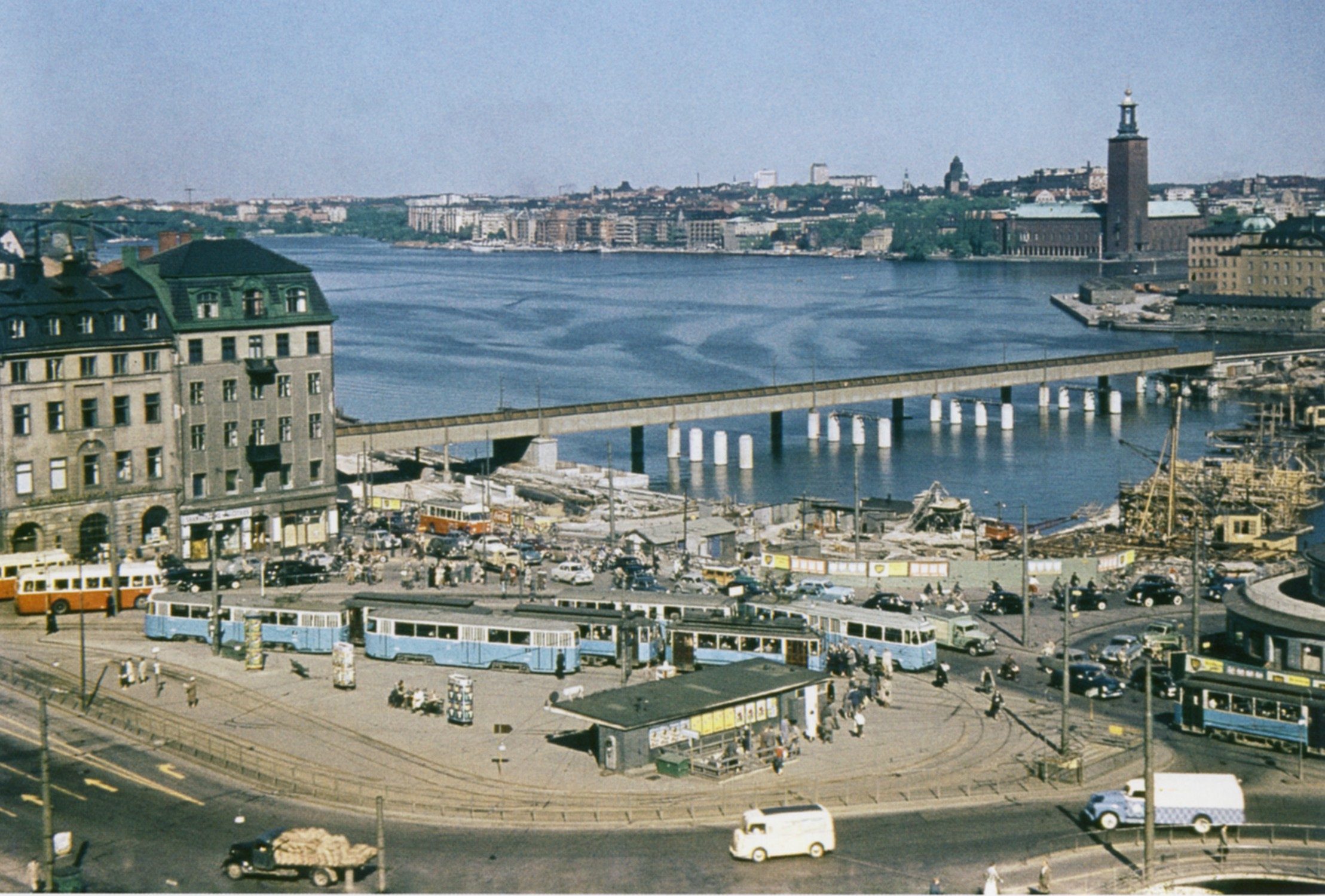
Ändhållplatsen vid Slussen

Linje 14 och 17 (och 22?, 23, 24 och 25) till Fruängen var några av flera spårvagnslinjer som delvis gick i Stockholms förorter.
1911 öppnades en spårvägslinje till Tellusborg och en till Midsommarkransen, ett namn som då endast syftade på den sydöstra delen av den nuvarande stadsdelen. Linjen till Tellusborg gick via Hägerstensvägen på en sträcka gemensam med linjen mot Mälarhöjden. Linjen till den södra delen av Midsommarkransen gick via Södertäljevägen och vidare på Svandammsvägen. Från 1915 gick "Brännkyrkalinjerna" norrut över Liljeholmsbron till Hornstull och vidare till Slussen. Under 1920-talet hade de båda linjerna den gemensamma beteckningen linje 17. Linje 17T gick till Tellusborg och linje 17M gick till Midsommarkransen. Linjen till Midsommarkransen (Svandammsvägen) lades ned 1950. Den norra linjen förlängdes till Telefonplan 1938 och därefter vidare med premetrostandard till Hägerstensåsen 1946, Västertorp 1952 och Fruängen 1956.
Linje 14 utgick från Fridhemsplan över Västerbron. Från Hornstull gick de i gatuspår Liljeholmsbron - Södertäljevägen och in på Hägerstensvägen. Sträckan norr om en korsning i Hägerstensvägen nära Midsommarkransen var gemensam med linje 13 och 16 till Mälarhöjden. Söder om denna korsning gick linjen till Telefonplan på egen banvall med gatukorsningar. Mellan Telefonplan och Hägerstensåsen (öppnad 1946) och vidare till Västertorp (1952) och till Fruängen (1956) byggdes spårväg delvis i tunnel, som förberedelse för tunnelbanan.
Utöver linje 14, 17, 23, 24 och 25, fanns här möjligen även en linje 22, som gick mellan Fridhemsplan och Västertorp.
Den 3 april 1964 lades spårvagnstrafiken på dessa linjer ned och tunnelbanan invigdes istället den 5 april 1964. Den går i en annan, mest underjordisk sträckning till Telefonplan och sedan den tidigare spårvägens sträckning till Fruängen. År 1941 beslutade man att tunnelbanan skulle byggas och att alla nybyggda spårvägar skulle vara korsningsfria. Denna regel hade följts för sträckan Telefonplan-Fruängen. Sträckan norr om Telefonplan är äldre och därför fick ny sträcka i tunnel byggas där.